# Plage de Montravel
La plage de Montravel est une petite plage de sable fin et de rochers située sur la commune de Rémire-Montjoly dans le département de la Guyane.

## Description
La plage se situe sur la colline du même nom, après être arrivés sur le parking, vous empruntez un petit sentier en pente qui vous conduit, à travers la végétation, jusqu'à une petite crique ombragée et protégée des courants océaniques, vous accédez directement à la plage.

## Fréquentation
Connue largement du grand public, cette plage reste l'une des plus belles plages du département et l'une des plus discrètes.
L'activité majeure y est la baignade, la détente, le bronzage, la pêche et le barbecue.